# Sam Byram
Samuel Mark Byram, né le 16 septembre 1993 à Thurrock, est un footballeur anglais qui évolue au poste de défenseur. Il peut également évoluer au milieu de terrain à Leeds United.

## Biographie
Formé à Leeds United, il dispute son premier match professionnel lors de la saison 2012-2013. Il s'impose rapidement comme titulaire puis est logiquement récompensé en étant nommé joueur de l'année du club à l'issue de la saison.
Le 20 janvier 2016, il signe un contrat de quatre ans et demi avec West Ham United.
Le 10 août 2018, Byram est prêté pour une saison à Nottingham Forest, avec qui il ne joue que huit matchs.
Le 16 juillet 2019, il quitte définitivement West Ham et s'engage pour quatre ans avec Norwich City.
À l'issue de la saison 2022-2023, il quitte Norwich City pour Leeds United.

## Palmarès

### En club
- Leeds United
  - Champion de Championship en 2025